# Arthur Eddington
Sir Arthur Stanley Eddington (28 tháng 12 năm 1882 - 22 tháng 11 năm 1944) ông là một nhà vật lý, nhà toán học và đặc biệt là nhà thiên văn đã có những đóng góp to lớn cho Vật lý thiên văn đầu thế kỉ 20.
Trong năm 1920, ông đã thúc đẩy việc tìm ra cơ chế tổng hợp hạt nhân trong lõi của các ngôi sao, được ông viết trong bài báo "Sự hình thành của các ngôi sao". Trong thời gian mà nguồn hiểu biết của con người về "nguồn năng lượng sao" vẫn còn là bí ẩn; Eddington đã là người đầu tiên đưa ra chính xác về sự tổng hợp Hydro thành Heli.
Ông được biết tới nhiều bởi việc nghiên cứu thuyết tương đối. Một số bài báo của ông được viết để giải thích về Thuyết tương đối của Albert Einstein. Sau khi chiến tranh thế giới thứ nhất kết thúc, ông dẫn đầu đoàn viễn chinh quan sát hiện tượng Nhật Thực vào ngày 29 tháng 5 năm 1919, điều này đã cung cấp một trong những bằng chứng thực nghiệm sớm nhất củng cố Thuyết tương đối, ông được biết đến như là người kiểm chứng lý thuyết này.